# Кольца Реи
Ко́льца Ре́и — предположительно существующая система из плоских концентрических образований, расположенных в экваториальной плоскости спутника Сатурна, Реи.
Считается, что у одного из спутников Сатурна, Реи, может существовать своя кольцевая система, состоящая из трёх узких, относительно плотных колец. Это первый случай, когда кольца могут быть обнаружены не у планеты, а у её спутника. О возможности такого открытия было объявлено в статье журнала «Science» в начале марта 2008 года.
В ноябре 2005 года КА Кассини обнаружил, что в окрестностях спутника наблюдается торможение электронов высокой энергии магнитосферы Сатурна. Как утверждает команда исследователей, полученные данные могут быть удовлетворительно объяснены, если предположить, что электроны поглощаются неким твёрдым объектом, представляющим собой диск из нескольких колец или дуг, содержащих в себе частицы диаметром от нескольких десятков сантиметров до нескольких метров. Последующие исследования, специально проведённые аппаратом «Кассини» с помощью камеры с малым углом рассеивания, однако, не подтвердили предположение; в августе 2010 года было объявлено, что у Реи колец нет, а что касается причин наблюдающегося эффекта с торможением электронов, то причина его возникновения остаётся неясной. Тем не менее, цепочка отметин на поверхности спутника может представлять собой последствия падения частиц колец Реи, сошедших со своих орбит, так что вопрос остаётся открытым.

## Обнаружение
«Вояджер-1» наблюдал вышеупомянутый эффект торможения электронов, захваченных магнитосферой Сатурна, в окрестностях Реи ещё в 1980 году. Эти данные, на тот момент не имевшие объяснения, были получены при наблюдениях с гораздо большего расстояния, нежели данные «Кассини».
26 ноября 2005 года аппарат «Кассини» проводил целенаправленные исследования Реи. Он прошёл на высоте 500 км над поверхностью спутника и зафиксировал прерывание потока заряженных частиц магнитосферы Сатурна в тени спутника, когда аппарат находился в его тени. Поток электронов высокой энергии, захваченных магнитным полем планеты-гиганта, в этой области пространства уменьшался на 70 %. Подобные изменения были обнаружены также в случае с Дионой и Тефией, но в их тени поток уменьшался сразу, а когда Рея заслоняла «Кассини» от такого же потока, тот уменьшался не сразу, а постепенно, и только затем следовал резкий «обрыв». Подобные «затухания» начинали наблюдаться на расстоянии, совпадающим с радиусом сферы Хилла для данного спутника. При выходе аппарата из-за Реи наблюдался обратный эффект: сначала резкий «всплеск» плотности потока частиц, а потом дальнейшее его плавное повышение до выхода «Кассини» из сферы Хилла.
Схожее явление наблюдается и у Энцелада, но у последнего это связывается с наличием криовулканизма на его южном полюсе.
К тому же, магнитосферная камера космического аппарата обнаружила, что при изменении количества частиц в потоке в случае Реи есть как бы «ступеньки», причём симметрично — три при понижении и три при повышении на одинаковом расстоянии, что может быть объяснено наличием трёх колец или дуг вокруг Реи.
В августе 2007 года «Кассини» повторил свой манёвр, но на большем отдалении от спутника; результаты его измерений совпали с результатами «Вояджера-1».
В октябре 2009 года появилась публикация, в которой утверждалось, что цепочка отметин, ярких в ультрафиолетовом цвете и занимающих собой три четверти обхвата спутника вдоль его экватора (с отклонением от последнего максимум всего в 2°), может также представлять собой свидетельство наличия кольца или колец, частички которых, сойдя со своих орбит, упали на Рею.
Тем не менее, прямых доказательств или фотографических изображений вещества, препятствующего электронам, не существует, хотя обнаружить их было бы трудно. Дальнейшие исследования, выполненные всё тем же «Кассини» 2 марта 2010 года, не выявили наличие колец у Реи.

## Интерпретация
Траектория полёта аппарата при проведении данных исследований затрудняет интерпретацию полученных данных.
Одной из причин прерывания потока заряженных частиц могли бы быть газ или пыль в окрестностях Реи, но объём, который по расчётам требуется для создания такого эффекта, намного больше, чем тот, что был обнаружен «Кассини». Поэтому команда исследователей пришла к заключению, что причиной служит именно наличие колец у спутника.
Простейшим объяснением симметричности при падении и росте потока может быть именно наличие у Реи трёх колец, обращающихся вокруг спутника в его экваториальной плоскости. Подобным образом уже удалось доказать наличие колец у Урана в 1977 году (тогда учёные планировали наблюдение за покрытием звезды Ураном, но оно состоялось до покрытия собственно планетой, причём несколько раз подряд). Небольшие отклонения от абсолютной симметрии объясняются как умеренным наклоном к местному магнитному полю, так и общими девиациями в потоке плазмы; ниже приведена таблица с округлёнными данными:
| Кольцо   | Радиус орбиты, км |
| -------- | ----------------- |
| Диск Реи | <5900             |
| 1-е      | ≈1615             |
| 2-е      | ≈1800             |
| 3-е      | ≈2020             |

Тем не менее, не все учёные согласны с такой трактовкой имеющихся данных, они опираются на то, что на полученных изображениях нет колец, но составляющие их камни должны были бы присутствовать на фотографиях.

## Физическая сторона вопроса
Моделирование показывает, что массивные камни могли бы оставаться на орбите в экваториальной плоскости вокруг Реи на протяжении астрономически значимых отрезков времени. Но вокруг Дионы и Тефии они не были бы устойчивыми, так как эти спутники находятся намного ближе к Сатурну, и их сферы Хилла значительно меньше. Вокруг Титана, например, такие кольца также не были бы устойчивыми, ибо быстро потеряли бы свою целостность, соприкасаясь с плотной атмосферой этой луны.
Высказываются различные предположения насчёт источника для материала этих колец. Есть версия, что камни могли быть выброшены на орбиту вокруг спутника в результате толчков или сотрясений на спутнике, что, в таком случае, произошло около 70 миллионов лет назад. Или небольшое тело было разрушено, попав в поле тяготения Реи. Так или иначе, камни должны были бы в конечном счёте распределиться по орбите в экваториальной плоскости спутника. Если принять мнение, что такие кольца устойчивы на протяжении долгих промежутков времени, то можно предположить, что они существуют даже со времён, когда формировалась сама Рея.